# Серпнева революція 1945 року у В'єтнамі
Серпнева революція 1945 у В'єтнамі — національна демократична революція, яка повалила колоніальне правління у В'єтнамі. Серпнева революція була результатом розвитку національно-визвольного руху у В'єтнамі, направленого проти французьких та японських імперіалістів.

## Підготовка та початковий етап революції
Під час японської окупації В'єтнаму (1940—1945) за ініціативою Хо Ші Міна 19 травня 1941 року був створений єдиний національно-визвольний фронт В'єтмінь (Ліга боротьби за незалежність В'єтнаму). В'єтмінь розгорнув широку пропагандистську діяльність. З 1941 року стали створюватися перші опорні бази та озброєні загони. Основним районом розвитку опорних баз В'єтміня стала північно-східна гірська місцевість В'єтбак. На базі партизанських груп та загонів самооборони 22 грудня 1944 року в провінції Каобонг був створений перший Загін пропаганди зброї В'єтнамської визвольної армії.

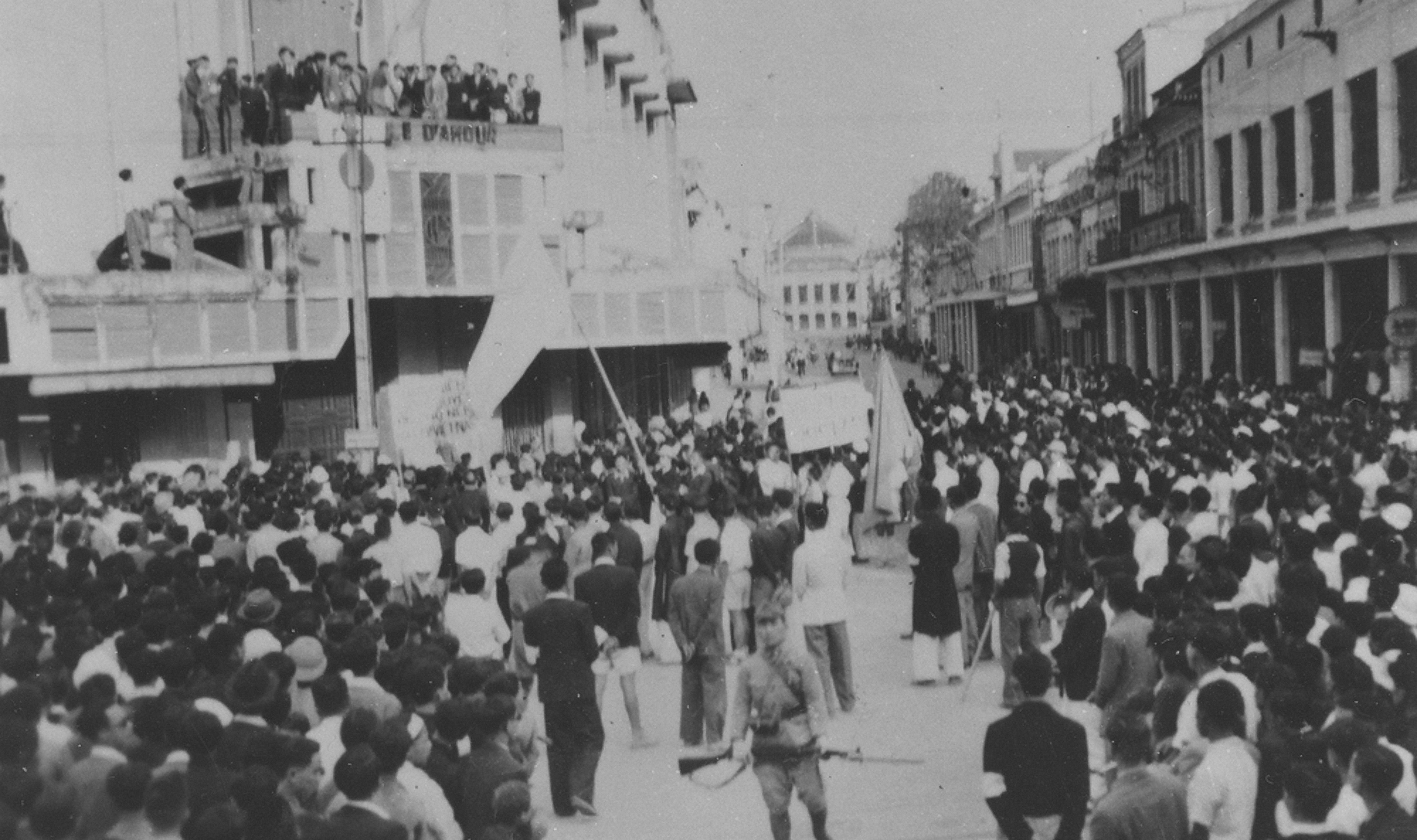
1945.

Після перевороту 9 травня 1945 року, коли японці ліквідували французьку адміністрацію, В'єтмінь розгорнув широку партизанську війну проти японських загарбників. В квітні 1945 р. В'єтмінь скликав військово-революційну конференцію, яка намітила план підготовки до загального повстання. За рішенням конференції була створена єдина В'єтнамська визвольна армія на чолі з Військово-революційним комітетом. До червня 1945 року в багатьох селах вже були створені нові революційні органи влади — Народні комітети. 4 червня 1945 року на території 6 провінцій Північного В'єтнаму був створений єдиний вільний район з центром в селі Танчао (провінція Туенкуанг). До серпня 1945 р. територія вільного району значно збільшилася. Після вступу СРСР у війну проти Японії конференція КПІК 13-15 серпня ухвалила рішення про початок загального повстання у В'єтнамі з метою завоювання повної незалежності і встановлення народної влади. 16 серпня в Танчао відкрився Всев'єтнамський національний конгрес, який схвалив рішення про початок загального повстання, обрав Національний комітет визволення В'єтнаму і поклав на нього функції тимчасового уряду.

## Збройна боротьба та події революції
По всій країні проходили народні збройні демонстрації в яких брали участь сотні тисяч людей. Визвольна армія, яка за декілька днів зросла в десять раз, розгромила японські пости, які оточували вільний район і пішла на Ханой. 17 серпня почалися збройні демонстрації в Ханої, які продовжувалися увесь день 18 серпня. 19 серпня озброєний народ захопив Ханой. 20 серпня в Ханої був створений Національно-революційний комітет Північного В'єтнаму. Народні комітети створювалися по всій країні. 23 серпня повстання перемогло в Хуе, резиденції імператорського двору. 24 серпня імператор Бао Дай під тиском революційних мас змушений був зректися престолу.

## Результат
2 вересня 1945 року на півмільйонному мітингу на площі Бадінь в Ханої Хо Ші Мін від імені Тимчасового уряду урочисто проголосив Декларацію незалежності В'єтнаму і утворення Демократичної Республіки В'єтнам.
Серпнева революція справила великий вплив на розвиток національно-визвольного руху в країнах Східної Азії, перш за все в Лаосі та Камбоджі.